# Sterculia pruriens
Sterculia pruriens är en malvaväxtart som först beskrevs av Jean Baptiste Christophe Fusée Aublet, och fick sitt nu gällande namn av Schumann. Sterculia pruriens ingår i släktet Sterculia och familjen malvaväxter. Utöver nominatformen finns också underarten S. p. glabrescens.

## Bildgalleri

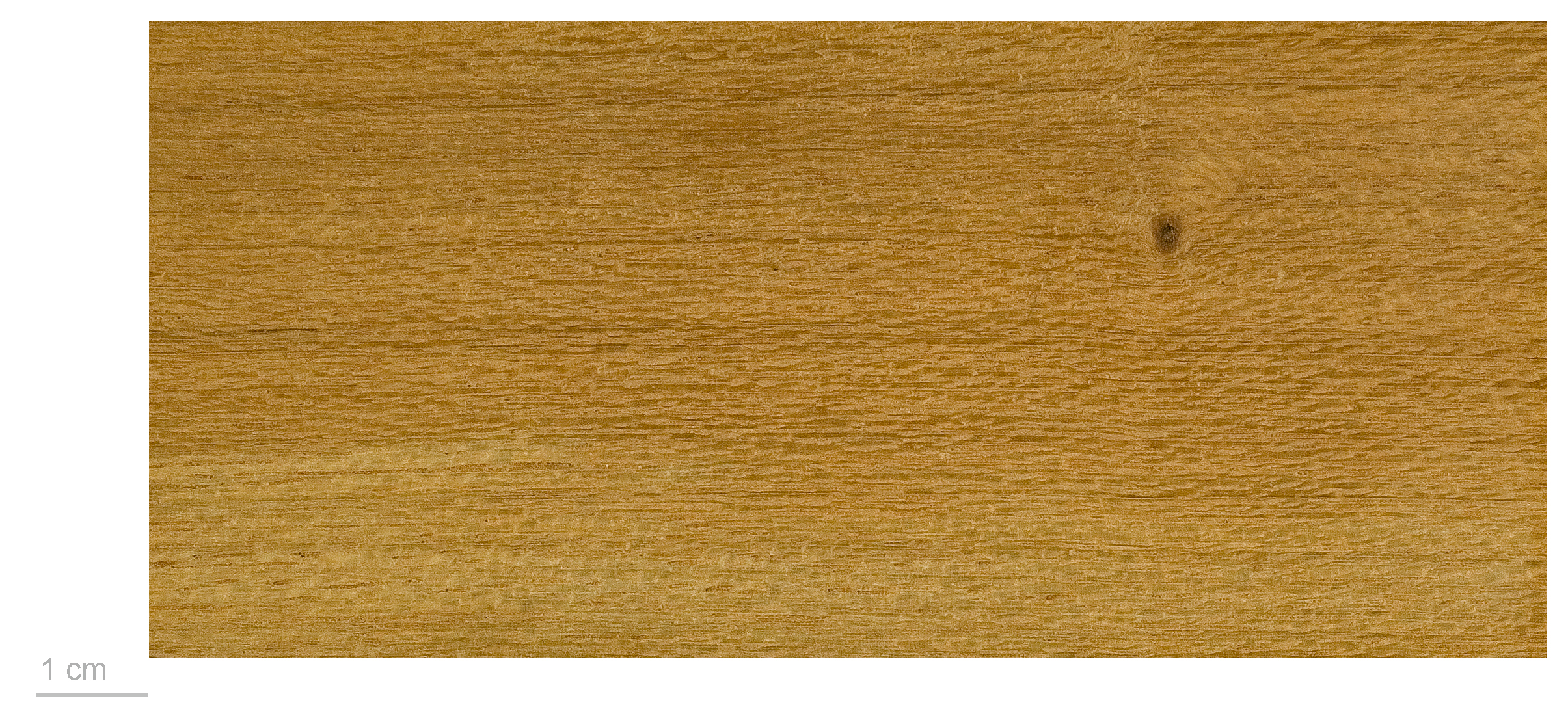